# Byng (Oklahoma)
Byng é uma cidade  localizada no estado norte-americano de Oklahoma, no Condado de Pontotoc.

## Demografia
Segundo o censo norte-americano de 2000, a sua população era de 1090 habitantes. 
Em 2006, foi estimada uma população de 1112, um aumento de 22 (2.0%).

## Geografia
De acordo com o United States Census Bureau tem uma área de 
16,9 km², dos quais 16,9 km² cobertos por terra e 0,0 km² cobertos por água.

## Localidades na vizinhança
O diagrama seguinte representa as localidades num raio de 24 km ao redor de Byng. 